# Confraria Muchal Foundation
La Confraria Muchal Foundation és una associació cultural fundada el 2003 a Sineu, Mallorca, que anualment organitza la Mucada, una neofesta que s'ha convertit en un dels actes centrals de les Festes d’Agost de Sineu.

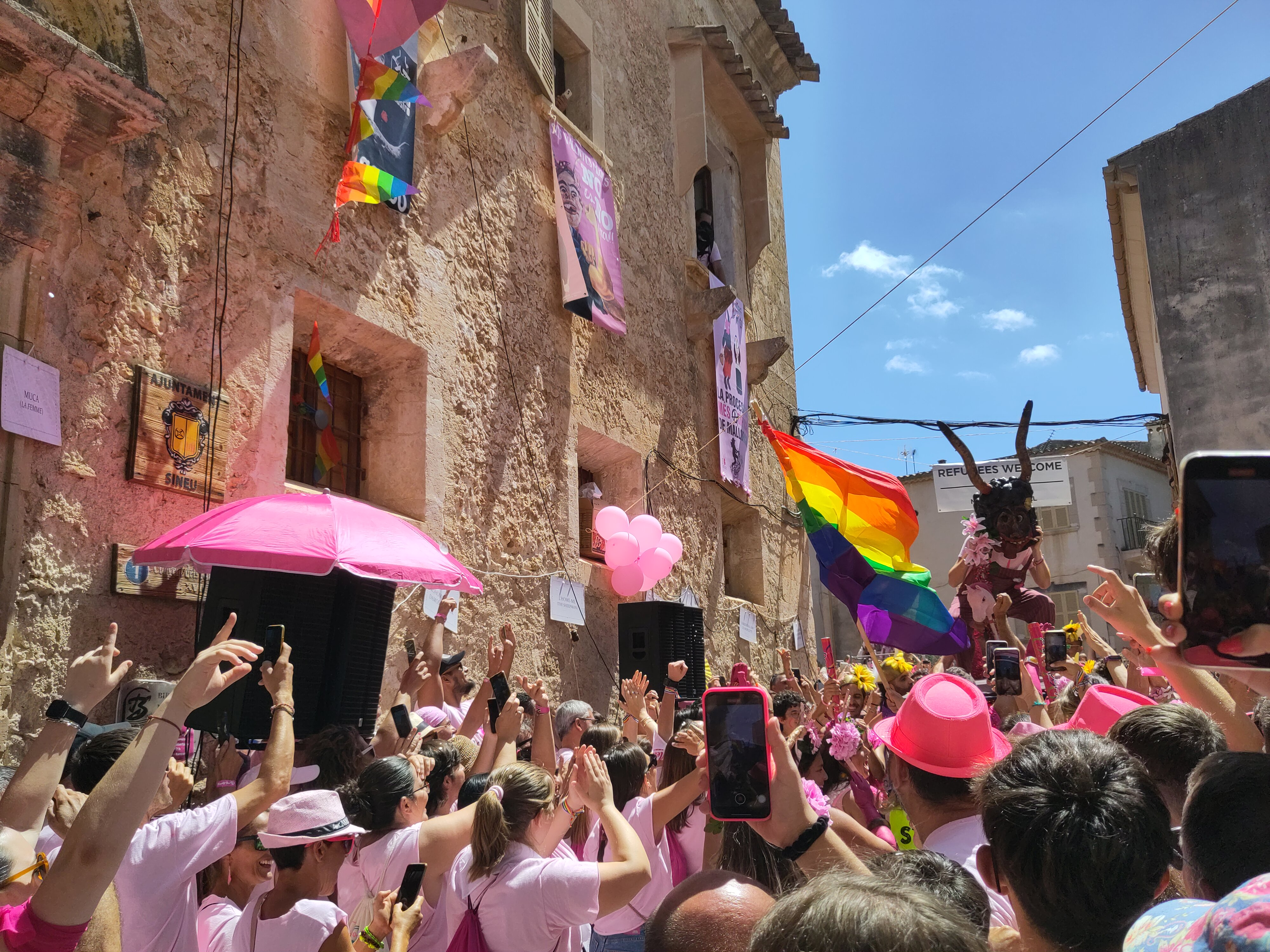
Mucada del 2023.

La Mucada és la festa en honor a lo Much de Reig i la Muca, una festa fabricada a mida, que ha afegit un motiu d’orgull local i que mostra l'alegria, la creativitat i la participació conjunta dels sineuers. La Mucada, alhora que s'ha convertit en un dels actes centrals de les Festes d’Agost, és un acte en què hi caben sempre les reivindicacions, no es tracta sols d’una festa banal i sense contingut. Quan hi ha hagut atacs a la llengua catalana, a la identitat dels mallorquins, el crit d’alerta i la denúncia s'han fet sentir en els seus pregons; per la constant amenaça de les agressions masclistes o homòfobes, la Mucada reacciona posant en relleu aquesta xacra ben clarament en els seus missatges. Els gestos solidaris de cada any, quan fan el donatiu destinat a col·lectius d’acció social d’ençà dels inicis, han estat destacats també a l’hora d’argumentar els motius que els han fet mereixedors del premi Aina Moll i Marquès dels Premis 31 de Desembre atorgats per l'Obra Cultural Balear (OCB) el 2022.